# 滴瓶
滴瓶是一种在化学实验中常用的玻璃仪器，一般与滴管配合使用。

## 盛放试剂
滴瓶一般用于盛放液体物质，如各类溶液、蒸馏水、试剂等。

## 外形
滴瓶一般采用普通细口瓶，开口处进行磨砂加工，从而使滴管与瓶口间摩擦增大，密闭性增强，保证瓶内液态物质不会变质或蒸发。